# Burrard Inlet

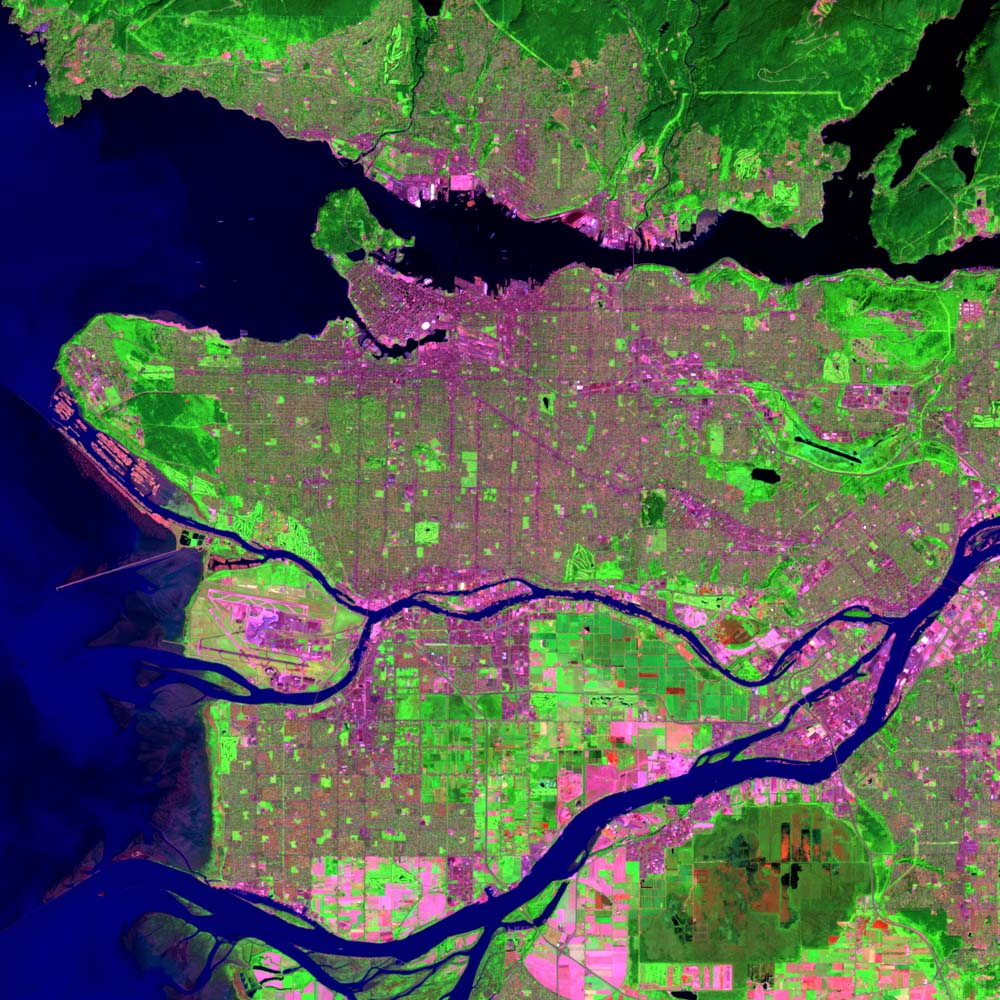
Satelitní fotografie regionu, fjord Burrard Inlet v horní části

Burrard Inlet je relativně mělký pobřežní fjord na jihozápadě kanadské provincie Britská Kolumbie. Vznikl během poslední doby ledové. Odděluje město Vancouver a poloostrov Burrard od úbočí pohoří North Shore, města North Vancouver a okresů West Vancouver a North Vancouver.

## Dějiny
Po tisíce let na jeho březích sídlili indiánští obyvatelé z kmenů Squamish a Tsleil-waututh. Prvním Evropanem, který tuto oblast 19. června 1792 prozkoumal byl španělský kapitán Dionisio Alcalá-Galiano, který fjord pojmenoval Canal de Floridablanca. O několik dní později byl název fjordu změněn a pojmenován anglickým kapitánem George Vancouverem po jeho příteli Siru Harry Burrardovi.

## Geografie
Fjord směruje téměř přímo na východ od úžiny Strait of Georgia do města Port Moody. Na většině pobřeží je osídlen. Přibližně ve dvou třetinách délky směrem na východ se nachází další, mnohem strmější glaciální fjord, nazvaný Indian Arm. Směřuje na sever od fjordu Burrard Inlet, leží mezi městy Belcarra a Deep Cove v okrese North Vancouver, od nichž se táhne severně do hornaté divočiny. 
Fjord Burrard Inlet je od Point Atkinson a Point Grey na západě k městu Port Moody na východě dlouhý 25 km, Indian Arm se táhne 20 km směrem na sever. Mezi města, ležící na pobřeží fjordu patří Vancouver, North Vancouver, Burnaby a Port Moody. Nad fjordem se klenou tři mosty, Lions Gate Bridge (postavený v 30. letech 20. století), Ironworkers Memorial Second Narrows Crossing (1960) a železniční most Second Narrows Bridge (1969). Mezi břehy fjordu také pravidelně jezdí trajekt SeaBus. Největší šířka zálivu, asi 3 kilometry, je v oblasti mezi posledními dvěma mosty.

## Vancouverský přístav
Vancouverský přístav je před oceánem chráněn klidnými vodami fjordu Burrard Inlet. Je to hlavní přístav ve Vancouveru. Nákladní lodě, které čekají na nakládku nebo vykládku, kotví často v zátoce English Bay, která leží směrem na jih od ústí fjordu a je od něj oddělená centrem Vancouveru a Stanley Parkem, který společně s centrem města leží na malém poloostrově.
V hlavní části zálivu zůstalo několik zalesněných oblastí, které jsou ve stejném stavu jako před staletími, ale strmé svahy fjordu Indian Arm tu znemožňují jakoukoliv výstavbu.

## Galerie

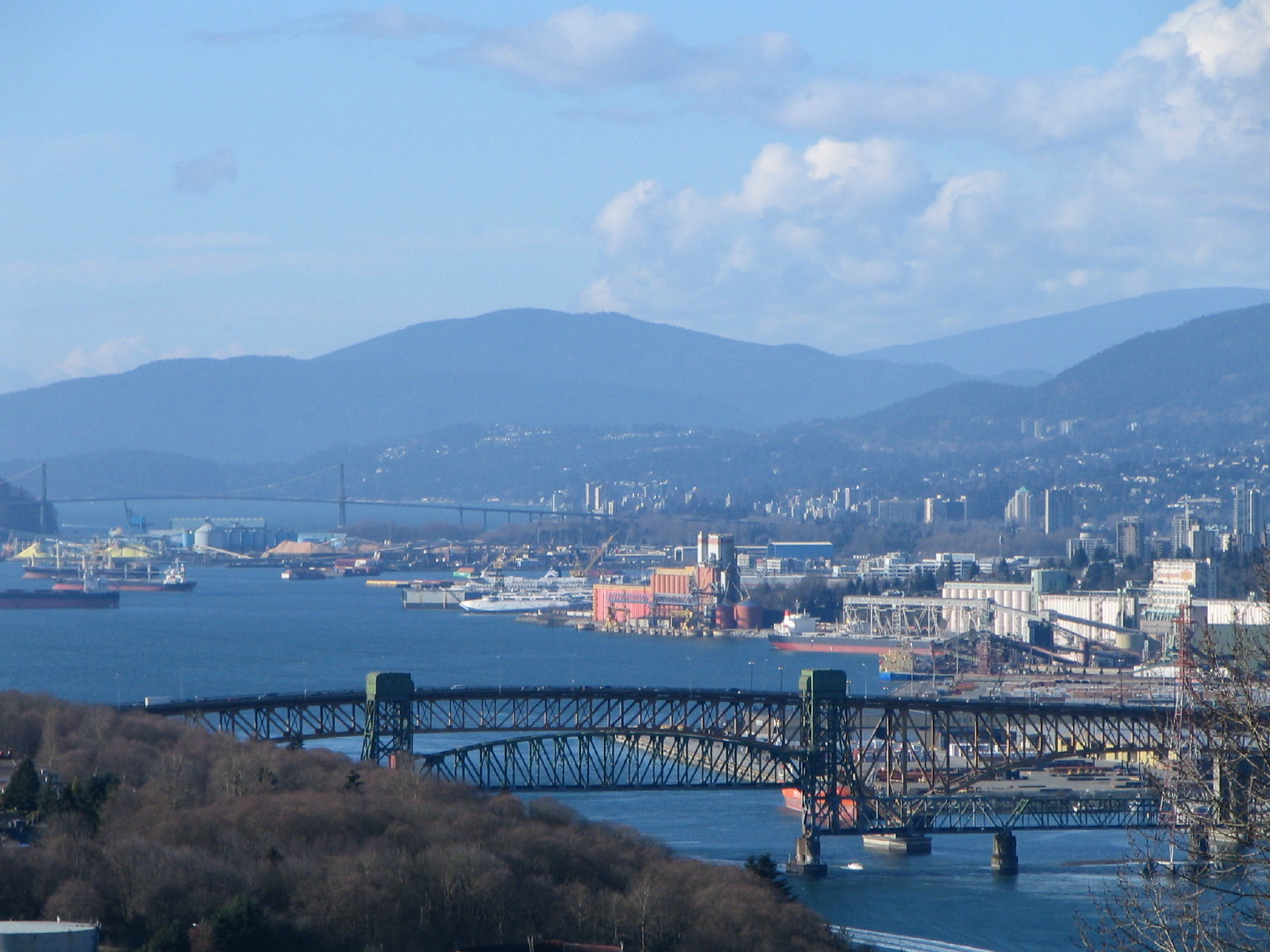
Fjord Burrard Inlet a most Ironworkers Memorial Second Narrows Crossing, pohled na západ z Capitol Hill v Burnaby
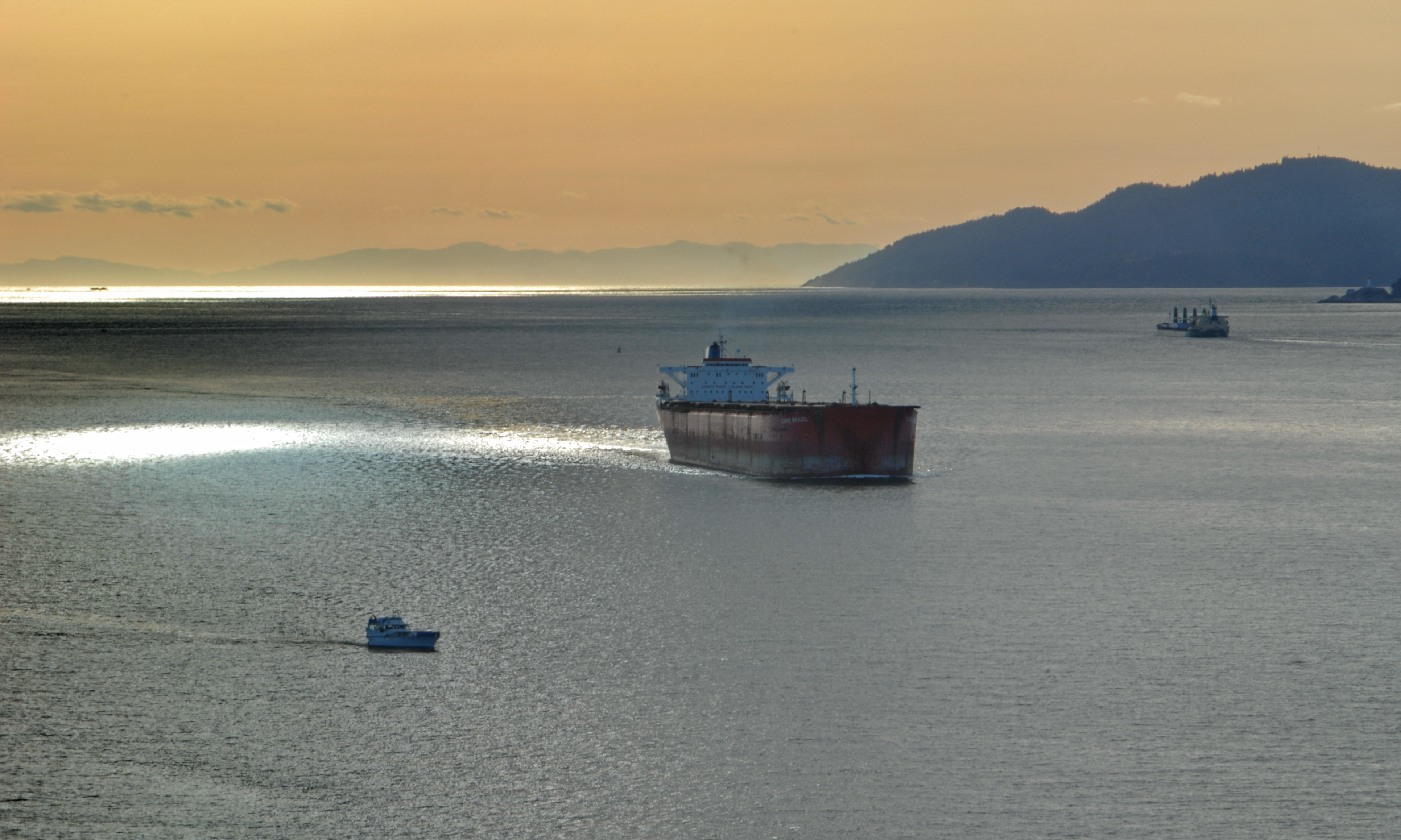
Burrard Inlet při západu Slunce. Foceno z Prospect Point ve Stanley Parku
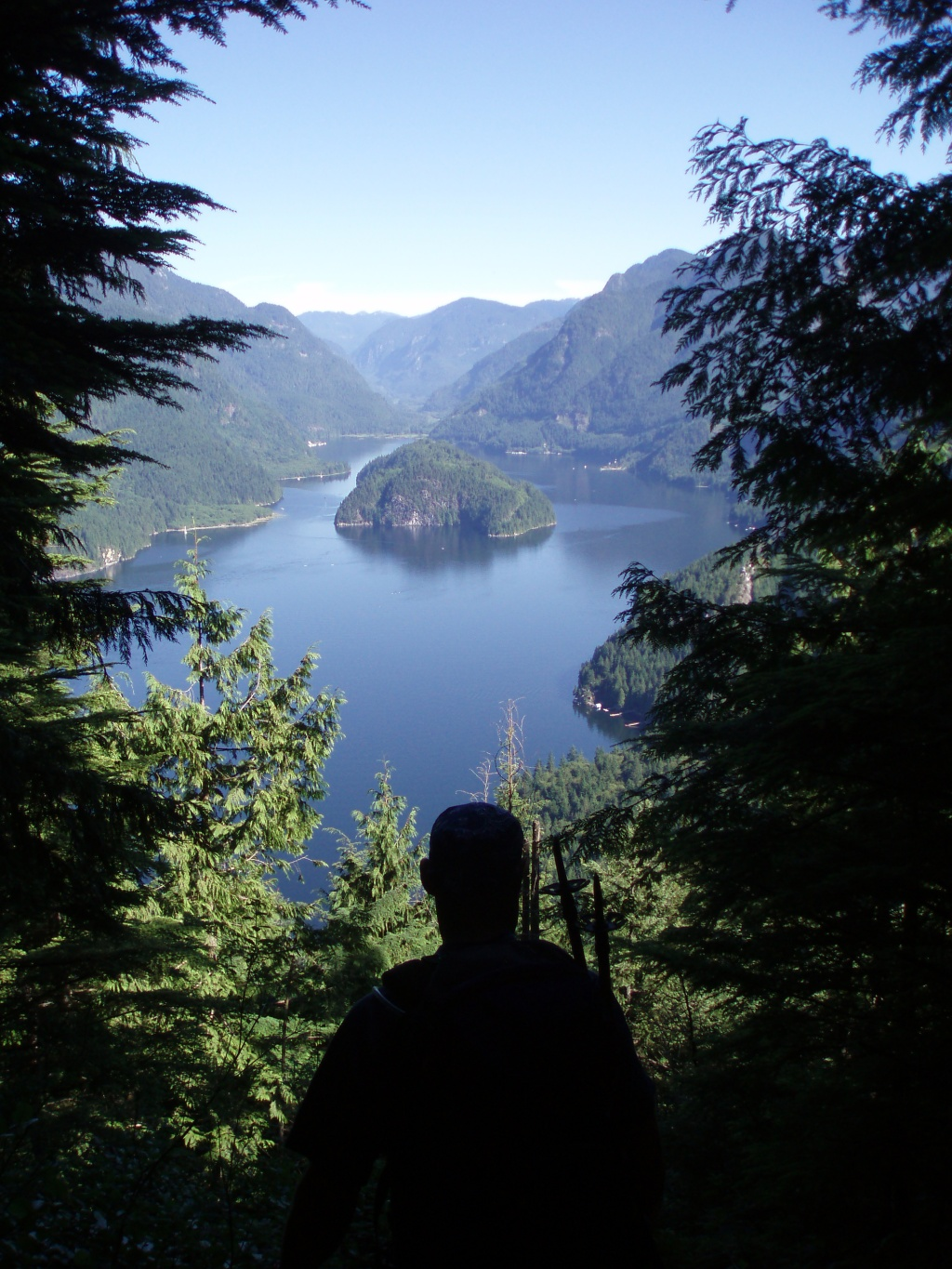
Severní část Indian Arm